# Heinrich von Eckardt
Pour les articles homonymes, voir Eckardt.
Heinrich von Eckardt fut ambassadeur de l'Empire allemand au Mexique, prenant son poste vers 1915 et y restant pendant la majeure partie de la Première Guerre mondiale. Au début du XXIe siècle, il est surtout connu pour avoir transmis le télégramme Zimmermann, lequel a provoqué l'entrée en guerre des États-Unis en 1917.

## Biographie
Après le départ en 1914 du président mexicain, Victoriano Huerta, qui était pro-allemand, les sentiments allemands de son successeur Venustiano Carranza sont plutôt défavorables. Eckardt croyait que le gouvernement mexicain, mené par Carranza, était vulgaire et dépravé. Sa position fut difficile, malgré des tentatives de la part de Carranza de diminuer le nombre de publications anti-allemandes.